# Al Simmons
Aloysius Harry Simmons (22 de maio de 1902 – 26 de maio de 1956), nascido Aloisius Szymanski, foi um jogador profissional de beisebol. Apelidado de "Bucketfoot Al", jogou por duas décadas na Major League Baseball (MLB) como outfielder e teve seus melhores anos com os Philadelphia Athletics durantes os anos 1930. Também jogou pelo Chicago White Sox, Detroit Tigers, Washington Senators, Boston Braves, Cincinnati Reds e Boston Red Sox.
Após sua aposentadoria, Simmons atuou como técnico pelas equipes do Athletics e dos Cleveland Indians. Simmons foi induzido ao Baseball Hall of Fame em 1953 e morreu de ataque cardíaco três anos depois.